# Trigamozeucta radiciformis
Trigamozeucta radiciformis är en fjärilsart som beskrevs av Edward Meyrick 1937. Trigamozeucta radiciformis ingår i släktet Trigamozeucta och familjen Crambidae. Inga underarter finns listade i Catalogue of Life.